# Goražde (Berane)
Goražde es un pueblo ubicado en el municipio de Berane, en Montenegro.

## Demografía
Hasta 2011 la población era de 423 habitantes, conformada por 133 hogares y 223 viviendas.
| 804                                                              | 802 | 723 | 737 | 685 | 599 | 560 | 423 |
| (Fuente: Population statistics of Eastern Europe & former USSR.) |     |     |     |     |     |     |     |

| Etnicidad                                           | Número | Porcentaje |
| --------------------------------------------------- | ------ | ---------- |
| Serbios                                             | 373    | 66,60 %    |
| Montenegrinos                                       | 165    | 29,46 %    |
| Otros                                               | 22     | 3,93 %     |
| Fuente: Republic of Montenegro. Statistical Office. |        |            |